# Купуйте зараз, платіть пізніше
Купуйте зараз, платіть пізніше (BNPL) – це короткострокова платіжна схема, яка дозволяє споживачам робити покупки та оплачувати їх у майбутньому. BNPL загалом структурована як процес кредитування за планом виплат, який включає споживачів, фінансистів і торговців. Фінансисти платять торговцям від імені споживачів, коли останні купують товари чи послуги. Ці платежі згодом повертаються споживачами рівними частинами. Кількість платежів і термін погашення залежить від фінансистів BNPL.

## Історія
На початку 21 століття фінтех- компанії розробили системи, які дозволили інтегрувати кредитування на виплату в платіжний потік онлайн-магазинів, дозволяючи споживачеві отримати миттєвий кредит у торговій точці та оплатити покупку пізніше, за заздалегідь узгодженим графіком. Елементи інтеграції та миттєвої обробки – це те, що відрізняє BNPL від інших підходів до споживчого кредитування.

## Використання
BNPL розроблено як схему «подібну до кредитної картки, але без проблем із процесом подання заявки, інфраструктурою використання картки та окремих лімітів на покупки та зняття готівки». Роздрібні продавці, які співпрацюють із BNPL фінансистами, можуть запропонувати клієнтам можливість оплачувати покупки за допомогою BNPL. Якщо клієнт вирішує завершити покупку за допомогою BNPL, фінансист зазвичай проводить швидку кредитну перевірку клієнта. Фінансист платить продавцю, якщо клієнта схвалено, і пропонує клієнту різні за терміном варіанти погашення суми. Вони можуть включати затримку платежу на короткий період або розподіл повного балансу на кілька менших платежів.
Коли споживачі затримують платежі, фінансисти зазвичай стягують комісію за прострочення, а постійно прострочені рахунки можуть бути продані агентствам зі стягнення боргів.